# Kościół Świętej Katarzyny w Zagrzebiu
Kościół Świętej Katarzyny (chorw. Crkva sv. Katarine) – projezuicki kościół zbudowany w latach 1630-1632. W kościele znajduje się pięć drewnianych ołtarzy w barokowym stylu oraz marmurowy ołtarz i stiukowe dekoracje z XVIII wieku. Na ścianach naw znajdują się malowidła przedstawiające sceny z życia patronki. Na przestrzeni lat kościół ucierpiał na skutek pożarów, a także trzęsienia ziemi, dlatego w 1880 roku został odnowiony według projektu Hermanna Bolle.